# Beatriz Armendáriz
Beatriz Armendáriz de Aghion (* 20. September 1959 in Comitán de Domínguez) ist eine mexikanische Wirtschaftswissenschaftlerin, deren Forschungsschwerpunkt allgemein im Bereich der Entwicklungsökonomie und speziell auf den ökonomischen Effekten von Mikrofinanz liegt.

## Leben
Beatriz Armendáriz wuchs in Mexiko auf. 1984 erhielt sie ihren B.A. in Volkswirtschaftslehre vom Instituto Tecnológico Autónomo de México (ITAM), wo sie von 1981 bis 1982 als Lehrstuhlassistent für Mikroökonomik arbeitete. In der Zeit von 1982 bis 1984 war sie Forschungsmitarbeiter am Instituto Nacional de Estadística, Geografía e Informática (INEGI). In 1986 schloss sie ihren M.Phil. in Volkswirtschaftslehre an der University of Cambridge ab. Hiernach begann sie ein Studium an der Paris School of Economics, wo sie 1990 mit einem Ph.D. in Volkswirtschaftslehre mit der Dissertation Foreign Debt Negotiations: An Historical and Theoretical Analysis promovierte. Anschließend arbeitete sie bis 1991 als Research Associate für die Organisation für wirtschaftliche Zusammenarbeit und Entwicklung in Paris, wechselte dann jedoch bis 1996 in die Stelle eines Lecturer an der London School of Economics (LSE), wo sie den Kurs International Economics unterrichtete. Im Rahmen ihrer Arbeit an der LSE besuchte sie 1995/96 als Gastprofessor die Toulouse School of Economics sowie von 1997 bis 1999 die Fakultät für Volkswirtschaftslehre des Massachusetts Institute of Technology (MIT) ebenso wie von 1998 bis 1999 das David Rockefeller Center for Latin American Studies an der Harvard University. Ihre weitere akademische Karriere hat Armendáriz bisher im Wechsel zwischen dem University College London und der Harvard University verbracht, wo sie derzeit jeweils die Stellen eines Senior Lecturer und eines Lecturer im Fach Volkswirtschaftslehre innehat. An der Harvard University hält sie seit 2003 Vorlesungen zur lateinamerikanischen Wirtschaft und zu den Themen Armut und Entwicklung.
Weiterhin ist Armendáriz gegenwärtig ein Associate Fellow des David Rockefeller Center for Latin American Studies, des Center for European Research in Microfinance (CERMi), der Université libre de Bruxelles und ein Vorstandsmitglied der Bank Grameen Credit Agricole. Daneben ist sie einer der Gründer von Microfinance Enterprises AlSol und des Grameen Trust Chiapas, zwei Mikrofinanzinstitute, die sich seit 1996 darum kümmern, Niedrigverdiener im Süden Mexikos – insbesondere Frauen – mit Finanzdienstleistungen zu versorgen. Darüber hinaus ist Armendáriz ebenfalls Gründer des Gender Equity Fund.

## Forschung
Während Armendáriz’ Forschung in den 1990er-Jahren noch stark durch das Thema internationaler Schulden beherrscht wurde, wandte sie sich gegen Ende der 1990er-Jahre immer stärker dem Bereich Mikrofinanz zu. So entstand bereits 1998 bei einem Treffen mit Jonathan Morduch (Princeton University) das Interesse ein umfassendes Buch über den Stand der Wissenschaft hinsichtlich Mikrofinanz zu schreiben, was 2005 in der Herausgabe von The Economics of Microfinance gilt, welches beispielsweise an der University of Cambridge als Pflichtliteratur zum Einstieg in das Thema der Mikrofinanz behandelt wird. Das Buch wurde 2010 in einer zweiten, erweiterten Ausgabe neu herausgegeben und ist mit Übungsaufgaben auch direkt auf den Gebrauch im Unterricht ausgerichtet. Derzeit richtet sich Armendáriz’ Forschung spezifisch auf die Beziehung zwischen Mikrofinanz und dem Geschlechterverhältnis, da z. B. mehrere Studien darauf deuten, dass Frauen die „besseren Schuldner“ sein könnten, da sie eine höhere Rückzahlungsrate als Männer und eines produktiveren Einsatz des Mikrokredits aufweisen. In diesem Kontext stützt sich Armendáriz u. a. auf ihre Erfahrungen und Arbeit in den von ihr (mit)gegründeten Mikrofinanzinstituten in Südmexiko.